# Кропачев, Михаил Яковлевич
Михаил Яковлевич Кропачев (1907—1969) — буровой мастер Полазненской конторы турбинного бурения Полазненского нефтепромыслового управления Пермского совнархоза, Герой Социалистического Труда.

## Биография
Родился в 1907 году в посёлке Верхнечусовские Городки Пермского уезда Пермской губернии в крестьянской семье.
В 1929 году был призван в Красную Армию. После демобилизации вернулся домой.
В 1932 году пришел работать к нефтяникам. Прошел путь от верхнего рабочего буровой до бурильщика, а с 1938 года работал буровым мастером.
В Великой Отечественной войне не участвовал, как опытный мастер-буровик имел бронь. Продолжал работать на Краснокамском нефтепромысле. В 1942 году Бакинский машиностроительный завод имени Мясникова, эвакуированный в Пермскую область, выпустил первые турбобуры. Осваивать их пришлось пермским буровикам, бригаде М. Я. Кропачева. В трудные военные годы в бригаде освоили не только новую буровую технику, но и новые способы бурения.
В 1949 году был организован Полазненский нефтепромысел, и началась активная добыча нефти. Главным инженером нефтепромысла был назначен М. Я. Кропачев. Когда открыли новое перспективное месторождение в Ярино, по собственному желанию перешел буровым мастером в буровую бригаду. Когда геологи проводили разведку в Каменном Логу, то туда без сомнения направили бригаду Кропачева. И «счастливчик» оправдал надежды: через 3 месяца после начала бурения из скважины № 29 пошла фонтаном нефть.
Указом Верховного Совета СССР от 19 марта 1959 года за выдающиеся успехи, достигнутые в деле развития нефтяной и газовой промышленности Кропачеву Михаилу Яковлевичу присвоено звание Героя Социалистического Труда с вручением ордена Ленина и Золотой медали «Серп и молот».
Работал в нефтяной отрасли до 1963 года. В 1950-е годы избирался депутатом Верховного Совета РСФСР от Добрянского округа Пермской области, депутатом Краснокамского городского Совета депутатов трудящихся, был делегатом XXII съезда КПСС.
Жил в посёлке Полазна. Скончался в 1969 году.
Награждён двумя орденами Ленина, медалями. Почётный гражданин Добрянского муниципального района.
Имя М. Я. Кропачева носит одна из улиц посёлка Полазна.